# Batalha do Buçaco
A Batalha do Buçaco (ou Bussaco, de acordo com a grafia antiga), foi uma batalha travada durante a Terceira Invasão Francesa, no decorrer da Guerra Peninsular, na Serra do Buçaco, a 27 de Setembro de 1810. De um lado, em atitude defensiva, encontravam-se as forças anglo-lusas sob o comando do Tenente-general Arthur Wellesley, visconde Wellington. Do outro lado, em atitude ofensiva, as forças francesas lideradas pelo Marechal André Massena. No fim da batalha, a vitória mostrava-se nitidamente do lado anglo-luso.

## Antecedentes
Wellesley tinha saído vitorioso da Batalha de Talavera (27 e 28 de Julho de 1809) mas, não podendo contar com o apoio das forças espanholas e perante a ameaça que o exército francês comandado por Nicolas Jean de Dieu Soult representava para as suas linhas de comunicações, decidiu retirar em direcção a Portugal. O objectivo para os franceses era agora a Andaluzia e não Lisboa e este facto deu-lhe tempo que foi bem aproveitado na preparação das Linhas de Torres Vedras.
No Inverno de 1809-1810,  mais de 100 mil homens das forças francesas atravessaram os Pirenéus. Por fim chegaram as notícias de que o Marechal Massena tinha recebido a missão de ocupar Portugal e expulsar as forças britânicas da Península Ibérica. Massena chegou a Salamanca a 28 de Maio e escolheu entrar em Portugal pelo eixo Ciudad Rodrigo – Almeida - Coimbra. O cerco de Ciudad Rodrigo começou a 30 de Maio e a praça capitulou a 10 de Julho. O cerco foi então transferido para Almeida e, em Portugal, registam-se os primeiros confrontos desta invasão no Combate do Côa.
Depois da captura de Ciudad Rodrigo e Almeida, o “Exército de Portugal” de Massena avançou no território português em direcção a Coimbra. À sua frente, Wellington reuniu o exército na Serra do Buçaco, uma serra com cerca de 15 km de comprimento e de encostas íngremes, numa tentativa de, pelo menos, retardar o avanço francês oferecendo batalha e assim ganhar tempo para em seguida retirar para as Linhas de Torres Vedras.

## As forças em presença
Massena comandava um exército com três Corpos de Exército (CE), totalizando 65.050 homens e 114 bocas de fogo de artilharia. Estava organizado da seguinte forma:

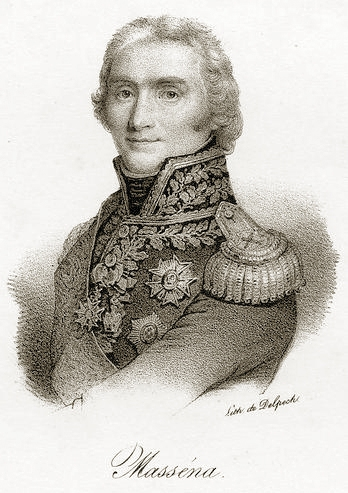
Marechal André Masséna, comandante de "L'Armée du Portugal".

### I Corpo
| Unidade                                      | Comandante                                                                                    | Complemento                       | Oficiais | Outras Postos | Perdas (Mortos, Mortalmente feridos, Feridos) |
| -------------------------------------------- | --------------------------------------------------------------------------------------------- | --------------------------------- | -------- | ------------- | --------------------------------------------- |
| I Corpo                                      | Général du Division Comte Jean Louis Ebénézer Reynier                                         | 17,718                            |          |               |                                               |
| 1st Infantry Division                        | Général de Brigade Baron Joachim Jérôme Quiot du Passage (commanding in the absence of Allix) | 4,182                             | 177      | 4,005         |                                               |
| 1st Brigade                                  | Colonel Claude Charlet (acting Commander)                                                     | 2,110                             | 86       | 2,024         | 35 officers                                   |
| 1er and 2e Bataillons, 54e Régiment de Ligne | Colonel Claude Charlet                                                                        | 962                               | 41       | 921           | 20 officers                                   |
| 1er and 2e Bataillons, 55e Régiment de Ligne | Colonel Jean-Pierre Monneret                                                                  | 1,148                             | 45       | 1,103         | 15 officers                                   |
| 2nd Brigade                                  | Général de Brigade Baron Charles-Francois Bourgeois                                           | 1,881                             | 84       | 1,797         | 49 officers                                   |
| ç                                            | l                                                                                             | 898                               | 42       | 856           | 17 s                                          |
| 1                                            | Colonel Jean Genty                                                                            | 983                               | 42       | 941           | 32 officers                                   |
| Division d'Artillerie                        |                                                                                               | 191                               | 7        | 184           |                                               |
| 20e Co                                       | C                                                                                             | 85 6x6lb guns & 2x5.5in howitzers | 4        | 81            |                                               |
| 5/1er Train Squadron                         |                                                                                               | 106                               | 3        | 103           |                                               |
| 2nd                                          | Général de Division Baron [[]]                                                                | 5,315                             | 193      | 5,122         |                                               |

- II CE – General Jean-Louis-Ébenezel Reynier – 17 718

1ª Divisão de Infantaria – General Pierre Hugues Victoire Merle – 6 589 - Constituída por 12 batalhões agrupados em duas brigadas.
2ª Divisão de Infantaria - General Étienne Heudelet de Bierre – 8 087 - Constituída por 15 batalhões agrupados em duas brigadas.
Brigada de Cavalaria -  General Pierre Soult – 1 397
Artilharia, trens, engenharia e estado-maior – 1 645
- VI CE – Marechal Michel Ney – 24 306

1ª Divisão de Infantaria – General Jean Gabriel Marchand – 6 671 - Constituída por 11 batalhões agrupados em duas brigadas.
2ª Divisão de Infantaria – General Julien Auguste Joseph Mermet – 7 616 - Constituída por 11 batalhões agrupados em duas brigadas.
3ª Divisão de Infantaria – General Louis Henri Loison – 6 826 - Constituída por 12 batalhões agrupados em duas brigadas.
Brigada de Cavalaria – General Auguste Étienne Marie Lamotte - 1 680
Artilharia, trens, engenharia e estado-maior – 1 513
- VIII CE – General Jean-Andoche Junot – 16 939

1ª Divisão de Infantaria – General Bertrand, conde de Clauzel – 6 794 - Constituída por 11 batalhões agrupados em três brigadas.
2ª Divisão de Infantaria – General Jean-Baptiste Solignac – 7 226 - Constituída por 11 batalhões agrupados em duas brigadas.
Divisão de Cavalaria – Sainte Croix – 1 863
Artilharia, trens, engenharia e estado-maior – 1 056
- Reserva de Cavalaria – General Louis Pierre Montbrun – 3 479 – Cinco regimentos de Dragões  e uma bateria de artilharia a cavalo.
- Reserva de Artilharia, Trens e Engenharia não atribuída a nenhum CE – 2.365
- Gendarmerie – 177
- Estado-maior do Exército e oficiais não atribuídos a nenhum dos CE – 66.

O exército de Wellington no Buçaco compreendia sete divisões de infantaria, três brigadas independentes, apenas quatro esquadrões de cavalaria e 60 bocas de fogo de artilharia – 52 272 homens ao todo, incluindo 25 429 portugueses. Embora tivesse um número de divisões de infantaria igual aos franceses, as divisões não estavam agrupadas em Corpos de Exército. A infantaria tinha um efectivo idêntico à dos franceses: 49 326 anglo-lusos contra 49 809 franceses. A artilharia era quase metade e a cavalaria disponível no Buçaco era francamente inferior da parte dos Aliados: 210 britânicos para 8 419 franceses.

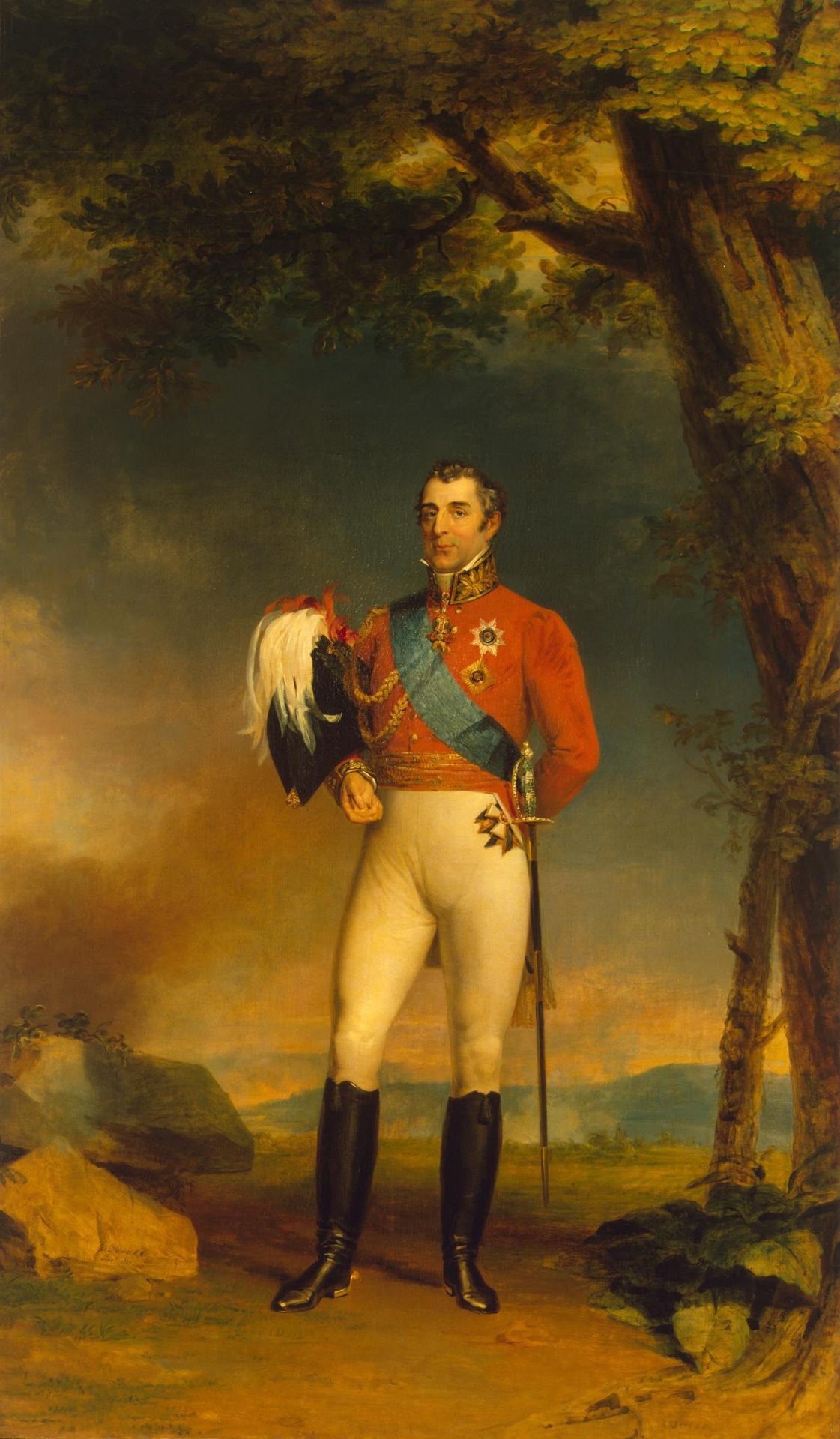
Tenente General Sir Arthur Wellesley, Duque de Wellington.

Além das forças presentes no Buçaco, Wellington dispunha de várias unidades de cavalaria – 4.369 homens – perto da Mealhada e mais para sul do Rio Alva. Para lá deste rio estavam também estacionadas unidades de infantaria – a divisão portuguesa do Coronel Carlos Frederico Lecor – com um efectivo de 4 811 homens, além dos efectivos deixados na guarnição de Lisboa e outros pontos do País.
As forças de Wellington tinham a seguinte organização:
- 1ª Divisão – Maj-Gen (local Ten-Gen) Brent Spencer – 7 053 – Constituída por 11 batalhões agrupados em quatro brigadas (Stopford, Blantyre, Löw e Packenham).
- 2ª Divisão – Maj-Gen Rowland Hill – 10 777 – Constituída por 10 batalhões agrupados em três brigadas (Stewart, Inglis e Catlin Craufurd).
- Divisão Portuguesa – Maj-Gen John Hamilton – 4 940 - Encontrava-se enquadrada na 2ª Divisão – Constituída por 8 batalhões agrupados em duas brigadas (Archibald Campbell e Fonseca).
- 3ª Divisão – Maj-Gen Thomas Picton – 4 143 – Constituída por 8 batalhões, dos quais 3 eram portugueses, agrupados e três brigadas (Mackinnon, Lightburn e Champlemond).
- 4ª Divisão – Maj-Gen Lowry Cole – 7 400 – Constituída por 10 batalhões, dos quais 4 eram portugueses, agrupados em três brigadas (Alexander Campbell, Kemmis e Collins).
- 5ª Divisão – Maj-Gen James Leith – 7 322 – Constituída por 13 batalhões, dos quais 10 eram portugueses (6 de regimentos de infantaria, 3 da Leal Legião Lusitana e 1 do Regimento de Milícias[10] de Tomar), agrupados em duas brigadas (Barnes e Spry).
- Divisão Ligeira – Brig-Gen Robert Craufurd – 3 787 – Constituída por 6 batalhões, dos quais 2 de Caçadores,[11] agrupados em duas brigadas (Beckwith e Barclay).
- 1ª Brigada Independente Portuguesa – Brig-Gen Denis Pack – 2 769 – Constituída por 5 batalhões sendo 1 de Caçadores.
- 5ª Brigada Independente Portuguesa – A. Campbell – 3 249 - Constituída por 5 batalhões sendo 1 de Caçadores.
- 6ª Brigada Independente Portuguesa – Brig-Gen Francis John Coleman – 2 345 - Constituída por 5 batalhões sendo 1 de Caçadores.
- Cavalaria – 210 sabres de 2 esquadrões do 4th Dragoons[12]
- Artilharia – Brig Gen Edward Howorth – 2 230 - 60 bocas de fogo de artilharia britânica e portuguesa.

## A batalha
No dia 21 de Setembro, quando já não havia dúvidas sobre o itinerário das forças invasoras, Wellington escolheu a serra do Buçaco para enfrentar as tropas francesas. A Serra do Buçaco é formada por uma linha de alturas contínua, com quase 15 km de comprimento, com encostas de difícil acesso que, naquela época, estavam cobertas por vegetação baixa (urze e tojo). Na metade Noroeste da serra existe uma área cercada por um muro com 3 metros de altura que inclui o Convento de Santa Cruz do Buçaco. Existiam quatro itinerários para atravessar a Serra do Buçaco: entre Carvalhal (a Este) e Casal (a Oeste) - o itinerário mais próximo do rio Mondego (ver mapa) - entre S. Paulo (a Este) e Palamases (a Oeste), entre Santo António do Cântaro (a Este) e Palheiros (a Oeste) e, mais perto do extremo Noroeste, passando junto à área murada do Convento do Buçaco, o itinerário principal, que liga Mortágua a Coimbra, passando por Moura (a Este). As encostas são íngremes e o terreno muito irregular, cortado por inúmeras ravinas.

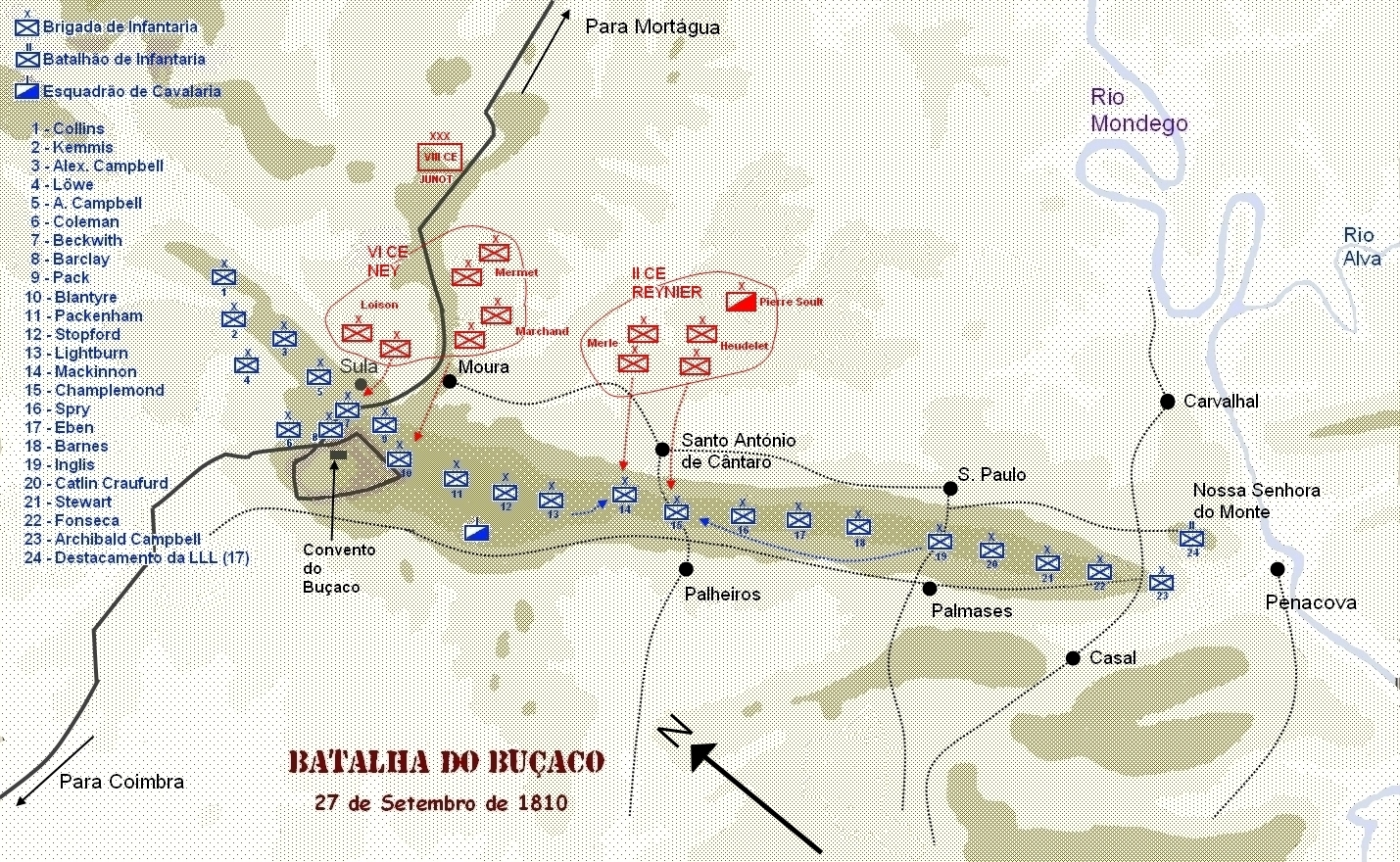
Mapa com as posições das unidades no início da Batalha do Buçaco.

As posições foram ocupadas na manhã do dia 26.  A maior concentração de forças estava na metade esquerda (Norte) do dispositivo. Wellington analisou o terreno e os itinerários e concluiu que este era o sector da posição defensiva que apresentava maior probabilidade de realização do ataque francês. Desta forma, três quintos da posição, a sul, estavam atribuídos a um terço das forças, as divisões de Leith e Hil tendo em atenção que esta última englobava a Divisão Portuguesa de Hamilton. Na zona norte da posição defensiva, com perto de 6,5 km de extensão, concentravam-se dois terços da forças e a zona de principal preocupação era aquela onde passava a estrada de Mortágua para Coimbra. Como termo de comparação poderemos ver que na zona Sul, a mais extensa, estavam posicionados cerca de 2,2 mil homens em cada quilómetro e que, na zona Norte, esse número elevava-se a aproximadamente 5,1 mil homens por quilómetro. A artilharia estava distribuída por toda a frente mas com maior concentração nas zonas consideradas mais prováveis de serem atacadas.
A maior parte das tropas encontravam-se em posições desenfiadas da vista dos franceses e foi esta uma das causas, para além das deficientes acções de reconhecimento, que levaram Massena a considerar estar apenas perante uma guarda de retaguarda, uma força muito inferior ao que era na realidade. Se Wellington necessitasse deslocar tropas de um lado para outro da posição, existia uma estrada, do Convento do Buçaco para Sul, na encosta Leste da Serra, que permitia os movimentos de tropas em segurança.

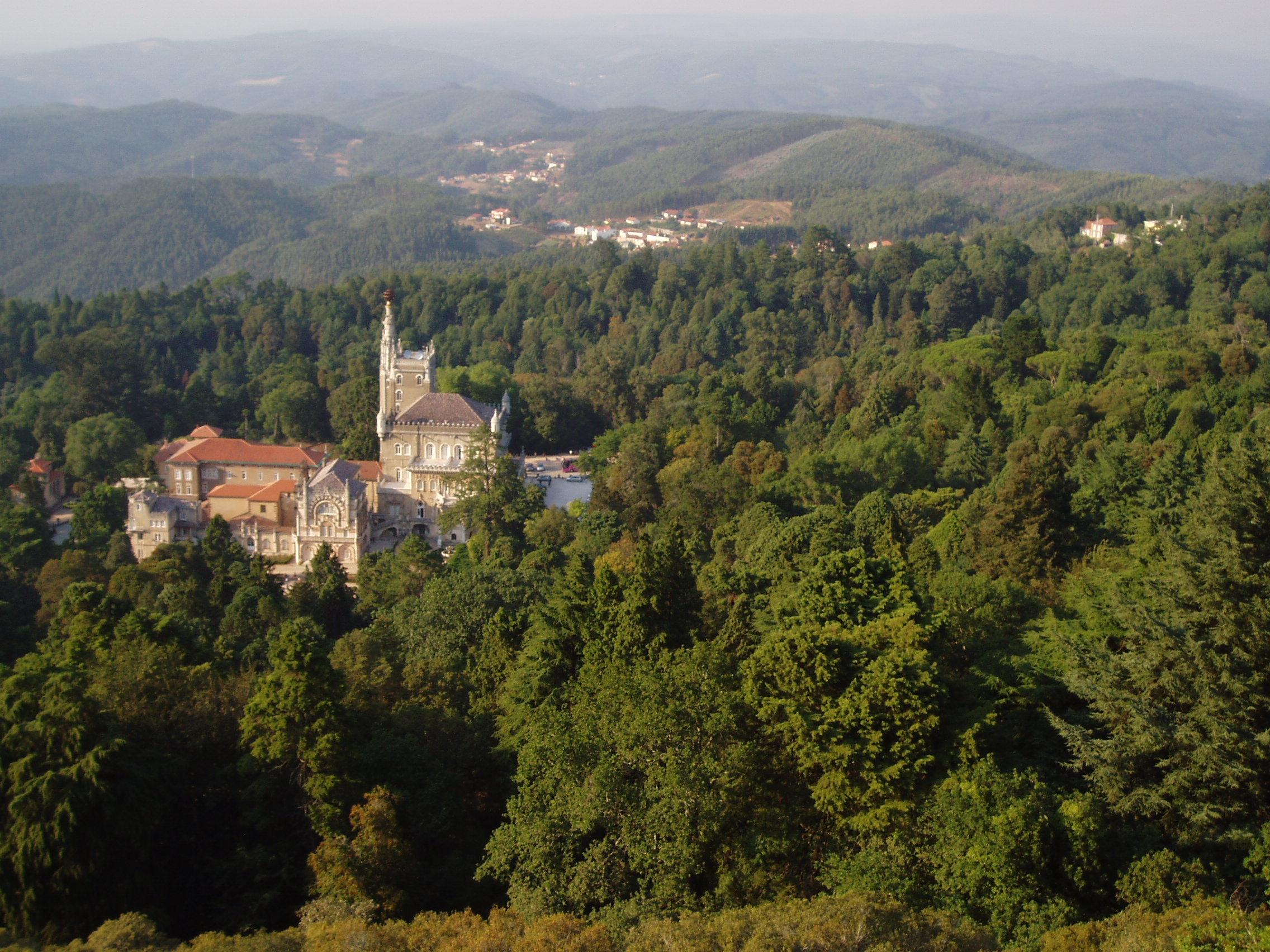
Vista atual da região da Serra do Buçaco, vendo-se em primeiro plano o Hotel Palace e o Convento de Santa Cruz no meio da Mata Nacional do Buçaco. Deve ser notado que (com exceção dessa Mata protegida), a flora da região (e consequentemente a paisagem) sofreu profundas alterações durante o século XX e é hoje muito diferente da de 1810. Assim, a vegetação rasteira de urze e tojo que cobria grande parte da Serra foi gradualmente substituída, primeiro por florestas de pinheiro-bravo e, mais tarde, por plantações de eucalipto.

De acordo com o plano francês, o II CE de Reynier avançava a partir de Santo António para se apoderar do terreno mais elevado antes de se voltar para a direita e atacar as posições sobre a estrada para Coimbra. Enquanto se realizava este envolvimento,  o IV CE de Ney atacava a partir de Moura. O VIII CE de Junot era mantido em reserva. Massena, tendo subestimado a força anglo-lusa, avançou com alguma falta de cuidado. Às 5h45 do dia 27, as divisões dos generais Heudelet e Merle (do II CE) apareceram a sair de um denso nevoeiro para atacarem parte da 3ª Divisão de Picton – Brigadas (13) Lightburn, (14) Mackinnon e (15) Champlemond - a partir de Santo António. Merle atingiu o topo da serra mas foi obrigado a recuar devido a uma carga do 88th Foot da Brigada de Mackinnon. Entretanto Hill e Leith moveram parte das suas divisões para apoiarem Picton e, pelas 6h30, mais dois assaltos franceses tinham sido repelidos com pesadas baixas. Assim, 22 batalhões franceses foram derrotados e o envolvimento planeado por Massena não teve resultado.
Às 8:15, desconhecendo o que estava a contecer à sua esquerda, Ney mandou avançar Loison e Marchand sobre a estrada para Coimbra. À frente de Loison, as tropas da Divisão Ligeira de Craufurd recuaram; os franceses tomaram o cabeço de Sula mas foram parados perto da linha de alturas pelo fogo da infantaria e pelas granadas Shrapnel da artilharia britânica. Na esquerda deste ataque, Marchand conduzia 11 batalhões contra a infantaria Portuguesa de Pack e quase atingiu o convento antes de ser repelido com 1,2 mil baixas. Combates intermitentes continuaram até às 16h00, quando Massena mandou parar o ataque sem ter empenhado as suas reservas. Por seu lado, Wellington entendeu que não devia contra-atacar no vale.
Os franceses tiveram 4 486 baixas, incluindo cinco generais. Os Aliados tiveram 1 252 mortos e feridos durante esta batalha que é considerada um modelo defensivo. No dia seguinte, a cavalaria de Massena descobriu um caminho que contornava a serra por Oeste e Wellington teve que movimentar imediatamente as suas tropas para as Linhas de Torres Vedras. Os franceses continuaram o seu avanço mas tinham sofrido já baixas importantes com a correspondente influência negativa no moral das tropas. Para os Aliados, pelo contrário, a batalha levantou o moral das tropas, especialmente dos portugueses, mesmo não tendo obrigado os franceses a desistir da invasão.